# Nordergoesharde

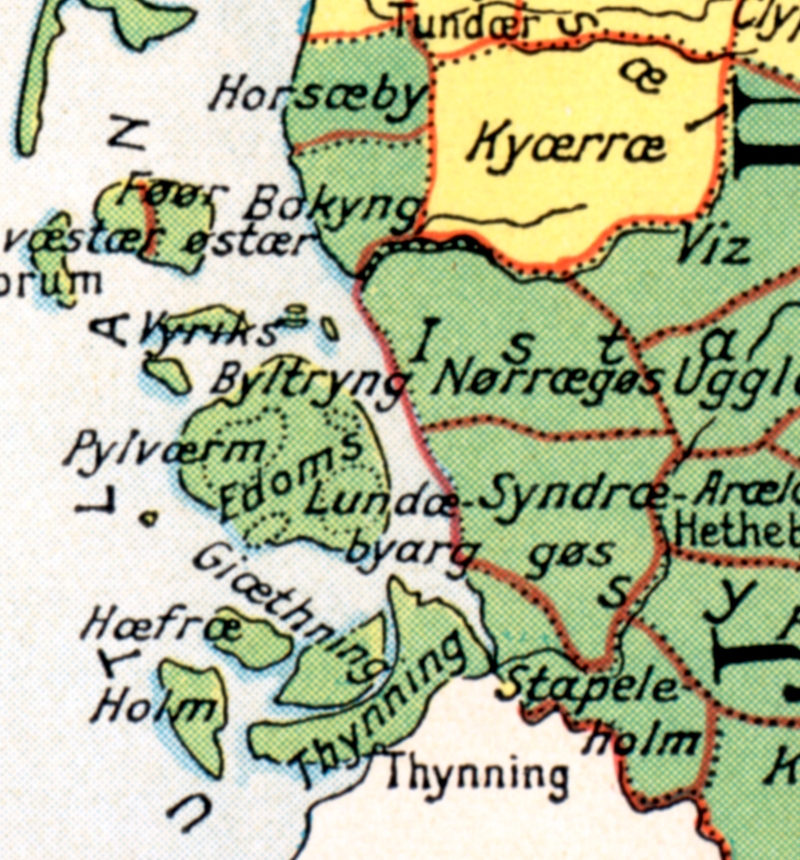
Die beiden Goesharden im 13. Jahrhundert

Die Nordergoesharde (dän. Nørre Gøs Herred) ist eine Harde im heutigen mittleren Nordfriesland, die zum historischen Istathesyssel gehörte. Sie ist eine der beiden Goesharden. Die Tingstätte befand sich bei Breklum.
Die Landschaft umfasst die Stadt Bredstedt, die Gemeinde Reußenköge und die ehemaligen Ämter Stollberg (ohne Ockholm) und Amt Bredstedt-Land sowie den nördlich der Arlau liegenden Teil des Amtes Viöl. Die Nordergoesharde war bis zur Gründung der preußischen Provinz Schleswig-Holstein im Jahr 1867 ein Verwaltungsbezirk innerhalb der Ämter und Harden in Schleswig.